# DSPACE
En teoría de la complejidad computacional, la clase de complejidad DSPACE(f(n)) o SPACE(f(n)) es el conjunto de los problemas de decisión que pueden ser resueltos en una máquina de Turing determinista en espacio O(f(n)) y tiempo ilimitado. Es la contrapartida determinista de la clase NSPACE.
La clase de complejidad PSPACE puede definirse en términos de DSPACE como:
{\displaystyle {\mbox{PSPACE}}=\bigcup _{k\in \mathbb {N} }{\mbox{DSPACE}}(n^{k})}
- Datos: Q1155722